# شارة كوبورغ
 كانت شارة كوبورغ ( Das Coburger Abzeichen )  أول شارة معترف بها على أنها جائزة وطنية للحزب النازي.

## التاريخ
في 14 أكتوبر 1922، قاد أدولف هتلر 800 عضو من الجمعية الألمانية من ميونيخ وغيرها من المدن البافارية  بالقطار إلى كوبورغ لحضور عطلة نهاية الأسبوع. وبمجرد الوصول إلى هناك، وقعت معارك شوارع ضارية مع اليساريين والشيوعيين. في النهاية، كان النصر النهائي ملكًا للنازيين. في وقت لاحق، كان يعرف اليوم باسم علامة دويتشر في كوبورغ (اليوم الألماني في كوبورغ). 

## الجائزة والوضع
أمر هتلر بشارة كوبورغ في 14 أكتوبر 1932 لإحياء ذكرى الحدث الذي وقع قبل عشر سنوات، يوم السبت، 14 أكتوبر 1922، وتكريم المشاركين.  كان هذا قبل وصول هتلر إلى السلطة في يناير 1933. وكانت الشارة بعرض 40 ملم وارتفاع 54 مم. تم صنعها من البرونز وظهر سيفًا غيضًا في أسفل وجه الصليب المعقوف داخل إكليل بيضاوي.  